# Erin Baker
Erin Margaret Baker (* 23. Mai 1961 in Kaiapoi) ist eine ehemalige Triathletin aus Neuseeland. Sie ist Weltmeisterin im Triathlon (1989) sowie Duathlon (1991, 1992 und 1994). Jeweils zweimal gewann sie die drei wichtigsten Wettkämpfe der 1980er und 1990er Jahre, den Triathlon Longue Distance de Nice (1985 und 1989), den Powerman Zofingen (1992 und 1994) sowie den Ironman Hawaii (1987 und 1990). Sie wird in der Bestenliste neuseeländischer Triathletinnen auf der Ironman-Distanz geführt.

## Werdegang
Erin Baker wuchs gemeinsam mit sieben Geschwistern in der Region Canterbury auf der neuseeländischen Südinsel auf. Als Baker zehn Jahre alt war, zog ihre Familie nach Christchurch, wo sie das Sacred Heart Girls College besuchte. Ihre jüngere Schwester Philippa Baker (* 1963) wurde im Rudern dreifache Weltmeisterin, ihre Schwestern Kathy und Maureen wurden beide Neuseeländische Meister im Schwimmsport bzw. Aerobic. 1984 lebte Baker zusammen mit ihrer älteren Schwester Alison in Sydney, wo sie von einem Triathlon im Royal-Nationalpark mitbekam – es wurde ihr erster Triathlon. Motiviert hierzu hatte sie ein Bericht vom seit 1979 bestehenden Les Mills Triathlon in Auckland, den sie bei einem Besuch in Christchurch im Fernsehen sah. Anschließend folgte der Coral Coast Triathlon in Cairns, bereits ihren dritten Triathlon in Noosa Shire konnte sie gewinnen. Baker zog wieder zurück nach Christchurch und begann für ihren ersten Langdistanz-Triathlon, den Tooheys Great Lakes International Triathlon zu trainieren – bei dem sie ebenfalls schnellste Frau wurde.

### Sportliche Karriere
1985 konnte Erin Baker den damals mit 75.000 US-Dollar Preisgeld dotierten Triathlon Longue Distance de Nice – damals der bestbesetzte Langdistanz-Triathlon der Welt – gewinnen. Bei ihrer Titelverteidigung 1986 lief Baker zwar mit über zehn Minuten Vorsprung auf die zweitplatzierte Linda Buchanan (USA) ein, wurde im Ziel aber wegen unerlaubter Annahme von Hilfe disqualifiziert, weil sie sich auf der Radstrecke von ihrer Schwester Verpflegung reichen ließ. Drei Wochen später startete sie beim Ironman Hawaii, der erstmals auch Preisgeld an die Top-Platzierten ausschüttete, stieg aber auf der Radstrecke aus. Es war ihr erster Start bei einem Wettkampf in den USA, zuvor war ihr vier Jahre lang vom U.S. Department of State als „unerwünschter Person“ eine Einreise untersagt gewesen. Grund war eine Verurteilung wegen des Werfens einer Staubbombe während einer Anti-Apartheid-Demonstration im Rahmen eines Rugby-Turniers in Springbok.
1987 konnte Baker für ihren Sieg bei einem Triathlon in Fremantle 30.000 Dollar Preisgeld, die bis dahin höchste Siegprämie ihrer Karriere, einstreichen. Wie viele andere Veranstalter in den 1980er-Jahren hatte der Veranstalter diesen Triathlon sogar zu einer selbsternannten Weltmeisterschaft erhoben – erst gut zwei Jahre später einigten sich die nationalen Verbände auf die Gründung eines internationalen Dachverbandes, der die Regularien für einen derartigen Titel festlegte. 1987 konnte sie bei ihrem zweiten Start beim Ironman Hawaii auch dort triumphieren und sogar den Streckenrekord um über 14 Minuten unterbieten. Obwohl sie bei der versuchten Titelverteidigung 1988 ihren eigenen Streckenrekord nochmals um über 23 Minuten unterbot, musste sie sich allerdings Paula Newby-Fraser geschlagen geben.
Baker, die in Interviews keinen Hehl daraus machte, dass der Ironman Hawaii nicht zu ihren Lieblings-Wettkämpfen zählte, setzte daraufhin verstärkt auf den Laufsport, mit der Perspektive sich im Marathonlauf oder auch über 5000 oder 10.000 Meter für die Olympischen Spiele in Barcelona zu qualifizieren. Ihren ersten reinen Marathon lief sie beim Pittsburgh Marathon, der alleine bei den Frauen mit 153.300 US$ Preisgeld dotiert war, und wurde dort in 2:36 Stunden Dritte. Auf einen Start in Nizza oder beim Ironman Hawaii verzichtete Baker 1989, startete lediglich bei Triathlons über die Kurzdistanz. So gewann sie 1989 in Avignon vier Monate nach Gründung des weltweiten Dachverbandes ITU die erste offizielle Triathlon-Weltmeisterschaft (olympische Distanz mit 1,5 km Schwimmen, 40 km Radfahren und 10 km Laufen). Ihr Fokus lag auf dem Chicago-Marathon, in dessen Vorbereitung sie beim Tufts Health Plan-Lauf über 10 km in Boston in 32:51 Minuten ihre persönliche Bestzeit auf dieser Distanz aufstellte. Der Chicago-Marathon lief allerdings nicht nach Plan, bereits frühzeitig erwies sich das Ziel einer Sub-2:30er-Zeit als nicht realisierbar und sie lief in für sie enttäuschenden 2:39 Stunden als Zwölfte ein.
Im Jahr darauf setzte sie daher wieder verstärkt auf Triathlon, startete sowohl beim Ironman New Zealand, beim Ironman Japan, beim Ironman Canada und auch wieder beim Ironman Hawaii, wo sie ihren zweiten Sieg verbuchen konnte.
Nachdem sie bereits 1991 in Palm Springs die Weltmeisterschaft im Duathlon auf der Kurzdistanz gewinnen konnte, siegte sie 1992 und erneut 1994 auch in der Schweiz beim Powerman Zofingen, damals offizielle Duathlon-Weltmeisterschaft auf der Langdistanz. Insgesamt gewann Erin Baker 104 der 121 Triathlonwettkämpfe, an denen sie teilnahm.
Erin Baker wurde trainiert von John Hellemans, einem Arzt, mehrfachen Altersklassensieger beim Ironman Hawaii und Trainer des niederländischen Triathlonkaders, der außer Baker bereits zahlreiche prominente Triathleten wie z. B. Andrea Hewitt, Britta Martin und andere betreute.

### Persönliches
Erin Baker zählte zu den Wegbereitern einer gleichen Aufteilung von Preisgeldern für Männer und Frauen, mit der Begründung, dass der Trainingsaufwand für die Top-Platzierten unabhängig vom Geschlecht ist. So legte sie Wert darauf, dass in ihren Verträgen mit Veranstaltern stets die Formulierung einer Zahlung von gleichem Preisgeld unabhängig vom Geschlecht stand.
1988 im Rahmen des Heritage International Triathlon 1988 traf Baker in ihrem Hotel in Provo auf Scott Molina, den sie zwar bereits von früheren Wettkämpfen z. B. in Nizza und auf Hawaii kannte, wo sie aber beide noch in festen Beziehungen gewesen waren. Baker stornierte ihren geplanten Rückflug nach Neuseeland und ging mit Molina zusammen nach Boulder (Colorado). 1990 heiratete das Paar, 1993 wurde ihr erster gemeinsamer Sohn  geboren. 1994 beendete Erin Baker ihre aktive Karriere als Profi-Triathlet und zog mit ihrer Familie sowie Molinas 1981 geborener Tochter aus einer früheren Beziehung in Bakers Heimatort Christchurch, wo sie bis heute leben. Dort wurde 1996 ihr zweites Kind  geboren. 1993 initiierte und organisierte Baker für einige Jahre von da an die Weet-Bix Try-athlon Series in Neuseeland speziell für sieben- bis dreizehnjährige Kinder.
Baker fungierte von 1998 an als eine von dreizehn Stadträten im Christchurch City Council, wo sie eine von zwei Vertretern für den Vorort Ferrymead war, und gehörte dem Canterbury District Health Board an. Außerdem gehörte sie den Aufsichtsräten der Jade Stadium Ltd sowie der Christchurch and Canterbury Marketing Ltd als lokalen Unternehmen des Christchurch City Council an. Beruflich war Baker zunächst als Vertriebsbeauftragte für orthopädische Produkte wie Prothesen u. ä. tätig, seit 2010 ist sie Geschäftsführerin eines Handelsunternehmens aus dieser Branche in Christchurch.

## Auszeichnungen
- Im Rahmen der 1993 New Year Honours wurde sie am 31. Dezember 1992 gemeinsam mit ihrer Schwester Philippa von Königin Elisabeth II. als Member des Order of the British Empire (MBE) zu Mitgliedern des Order of the British Empire ernannt.[20]
- 1989 war Baker mit dem Westpac Halberg Award als Neuseelands Sportlerin des Jahres geehrt worden,[21]
- 1995 wurde Baker in die New Zealand Sports Hall of Fame aufgenommen.[22]
- Die amerikanische Special-Interest-Zeitschrift Triathlete ernannte Baker zur Triathletin des Jahrzehnts. Das Magazin kommentierte ihren Erfolg mit „We’ve stopped trying to figure Erin out, we just accept her as the best female triathlete that ever lived“ („Wir haben aufgehört zu versuchen, Erin zu begreifen. Wir akzeptieren einfach, dass sie die beste Triathletin ist, die jemals gelebt hat.“).[23]
- Für die Olympischen Spiele 2000 in Sydney zählte Baker zu den Staffelläufern mit der olympischen Flamme.[24]
- 2014 wurde Erin Baker von der ITU als Anerkennung für ihre sportlichen Leistungen in die Hall of Fame aufgenommen.[25]
- Im Oktober 2018 wurde bekannt gegeben, dass Erin Baker mit der Aufnahme in die „Ironman Hall of Fame“ ausgezeichnet werden soll.[26]

## Sportliche Erfolge
| Datum/Jahr    | Rang | Wettbewerb                                           | Austragungsort | Zeit     | Bemerkung                                                                                  |
| ------------- | ---- | ---------------------------------------------------- | -------------- | -------- | ------------------------------------------------------------------------------------------ |
| 14. Aug. 1994 | 1    | ITU Triathlon World Cup                              | Wilkes-Barre   | 02:10:50 |                                                                                            |
| 7. Aug. 1994  | 1    | ITU Triathlon World Cup                              | Cleveland      | 02:03:19 |                                                                                            |
| 16. Aug. 1992 | 2    | Lakefront Triathlon                                  | Milwaukee      | 00:59:20 | Danskin Women’s Triathlon Series, Zweite hinter Michellie Jones                            |
| 21. Juni 1992 | 1    | Danskin Women’s Triathlon Series                     | White Plains   | 00:54:48 |                                                                                            |
| 31. Mai 1992  | 3    | Mazda/Orange County Performing Arts Center Triathlon | Mission Viejo  | 02:03:30 | hinter Carol Montgomery und Michellie Jones                                                |
| 21. Sep. 1991 | 1    | ITU Triathlon World Cup                              | Las Vegas      | 02:21:53 |                                                                                            |
| 21. Okt. 1990 | 1    | US Triathlon Series                                  | Boulder City   | 02:16:47 | vor Joy Hansen                                                                             |
| 15. Sep. 1990 | 4    | ITU Triathlon World Championships                    | Orlando        | 02:04:31 | hinter Karen Smyers, Carol Montgomery und Joy Hansen                                       |
| 1990          | 1    | Commonwealth Games 1990                              | Auckland       |          | Siegerin neben Rick Wells bei den Männern                                                  |
| 17. Sep. 1989 | 1    | Sacramento International Triathlon                   | Sacramento     | 02:45:02 |                                                                                            |
| 20. Aug. 1989 | 1    | Chicago Triathlon                                    | Chicago        | 01:58:08 | 9 Sekunden von Jan Ripple                                                                  |
| 1989          | 1    | St. Croix Triathlon                                  | Saint Croix    |          |                                                                                            |
| 6. Aug. 1989  | 1    | ITU Triathlon World Championships                    | Avignon        | 02:10:01 | Erstaustragung einer Weltmeisterschaft auf der Kurzdistanz                                 |
| 18. Juni 1989 | 1    | Japan Triathlon Series Nippondaira                   | Shizuoka       | 02:01:14 |                                                                                            |
| 28. Aug. 1988 | 1    | Chicago Triathlon                                    | Chicago        | 01:58:45 | vor Colleen Cannon und Paula Newby-Fraser                                                  |
| Juli 1988     | 2    | Heritage International Triathlon                     | Provo          | 02:26:55 | hinter Sylviane Puntous, 1,2 Meilen Schwimmen, 29,5 Meilen Radfahren und 7,2 Meilen Laufen |
| 18. Jan. 1987 | 1    | Kurzdistanz-Weltmeisterschaft                        | Fremantle      | 02:02:00 | [ 8 ]                                                                                      |
| 1984          | 1    | Noosa Triathlon                                      | Noosa          | 02:25:41 |                                                                                            |

| Datum/Jahr    | Rang | Wettbewerb                                  | Austragungsort | Zeit     | Bemerkung |
| ------------- | ---- | ------------------------------------------- | -------------- | -------- | --- |
| 25. Aug. 1994 | 5    | Triathlon International de Nice             | Nizza          |          | erste offizielle Triathlon-Weltmeisterschaften auf der Langdistanz |
| 1. März 1994  | 1    | Ironman New Zealand                         | Auckland       | 09:54:12 | Siegerin neben Scott Ballance als Sieger bei den Herren |
| 23. Okt. 1993 | 2    | Ironman Hawaii                              | Hawaii         | 09:08:04 | Zweite hinter Paula Newby-Fraser |
| 19. Okt. 1991 | 2    | Ironman Hawaii                              | Hawaii         | 09:23:37 | Zweite hinter Paula Newby-Fraser |
| 25. Aug. 1991 | 1    | Ironman Canada                              | Penticton      | 09:13:18 | |
| 6. Okt. 1990  | 1    | Ironman Hawaii                              | Hawaii         | 09:13:42 | Ironman World Championships |
| 1990          | 1    | Ironman Canada                              | Penticton      | 09:05:28 | mit der schnellsten Marathon-Zeit in 2:49 h |
| 15. Juli 1990 | 2    | Ironman Japan                               | Lake Biwa      |          | Zweite hinter Paula Newby-Fraser |
| 1990          | 1    | Ironman New Zealand                         | Auckland       |          | |
| 22. Okt. 1988 | 2    | Ironman Hawaii                              | Hawaii         | 09:12:14 | |
| 24. Sep. 1988 | 1    | Triathlon Longue Distance de Nice           | Nizza          |          | |
| 10. Okt. 1987 | 1    | Ironman Hawaii                              | Hawaii         | 09:35:25 | Ironman World Championships |
| 1987          | 1    | Ironman New Zealand                         | Auckland       | 08:17:03 | 2 Meilen (3,2 km) Schwimmen, 100 Meilen (161 km) Radfahren und 20 Meilen (32,2 km) Laufen |
| 18. Okt. 1986 | DNF  | Ironman Hawaii                              | Hawaii         | –        | nach 58:33 min im Schwimmen auf der Radstrecke ausgestiegen |
| 18. Okt. 1986 | DSQ  | Triathlon Longue Distance de Nice           | Nizza          | 06:40:26 | Erin Baker lief über zehn Minuten vor Linda Buchanan ins Ziel ein, wurde aber nach dem Wettkampf disqualifiziert, weil sie auf der Radstrecke Verpflegung durch ihre Schwester angenommen hatte. |
| 1986          | 1    | Ironman New Zealand                         | Auckland       | 08:26:03 | 3,2 km Schwimmen, 161 km Radfahren und 32,2 km Laufen |
| 13. Okt. 1985 | 1    | Triathlon Longue Distance de Nice           | Nizza          |          | 3 km Schwimmen, 120 km Radfahren und 32 km Laufen |
| 20. Apr. 1985 | 1    | Tooheys Great Lakes International Triathlon | Forster        |          | Erin Baker gewinnt ihr erstes Rennen auf der Ironman-Distanz |

| Datum/Jahr | Rang | Wettbewerb                                | Austragungsort | Zeit  | Bemerkung |
| ---------- | ---- | ----------------------------------------- | -------------- | ----- | --- |
| 1994       | 1    | ITU Powerman Duathlon World Championships | Zofingen       |       | Beim Powerman Zofingen wurden 1994 die Weltmeister im Duathlon auf der Langdistanz geehrt.                                         |
| 1992       | 1    | ITU Powerman Duathlon World Championships | Zofingen       | 06:58 | Duathlon-Weltmeisterin; nach Paula Newby-Fraser im Vorjahr erreicht Erin Baker zum zweiten Mal hier eine Zeit unter sieben Stunden |
| 1991       | 1    | ITU Duathlon World Championships          | Palm Springs   |       | Duathlon-Weltmeisterin (Kurzdistanz)                                                                                               |

| Datum/Jahr    | Rang | Wettbewerb                 | Austragungsort | Zeit     | Bemerkung                                   |
| ------------- | ---- | -------------------------- | -------------- | -------- | ------------------------------------------- |
| 1. März 1992  | 8    | Los-Angeles-Marathon       | Los Angeles    | 02:35:49 |                                             |
| 29. Okt. 1989 | 12   | Old Style Chicago-Marathon | Chicago        | 02:39:36 |                                             |
| 7. Mai 1989   | 3    | Pittsburgh Marathon        | Pittsburgh     | 02:36:57 | hinter Margaret Groos und Graziella Striuli |